# Бретт Галл
Бретт Ендрю Галл (англ. Brett Andrew Hull; 9 серпня 1964, м. Бельвіль, Канада) — американський хокеїст, правий нападник. Член Зали слави хокею (2009). 
Виступав за Університет Міннесота-Дулут (NCAA), «Калгарі Флеймс», «Монктон Голден-Флеймс» (АХЛ), «Сент-Луїс Блюз», «Даллас Старс», «Детройт Ред-Вінгс», «Фінікс Койотс».
В чемпіонатах НХЛ — 1269 матчів (741+650), у турнірах Кубка Стенлі — 202 матчі (103+87). 
У складі національної збірної США учасник зимових Олімпійських ігор 1998 і 2002 (10 матчів, 5+6); учасник чемпіонату світу 1986 (10 матчів, 7+4); учасник Кубка Канади 1991 (8 матчів, 2+7); учасник Кубка світу 1996 і 2004 (9 матчів, 7+4). 
Батько: Боббі Галл.
Досягнення
- Володар Кубка Стенлі (1999, 2002)
- Срібний призер зимових Олімпійських ігор (2002)
- Володар Кубка світу (1996)
- Фіналіст Кубка Канади (1991)
- Учасник матчу всіх зірок НХЛ (1989, 1990, 1992, 1993, 1994, 1996, 1997, 2001)

Нагороди
- Пам'ятна нагорода Реда Гарретта (1987)
- Трофей Леді Бінг (1990)
- Пам'ятний трофей Гарта (1991)
- Нагорода Лестера Б. Пірсона (1991)
- Член Зали слави американського хокею (2009)
- Член Зали слави хокею (2009)